# Marathon van Fukuoka 1950
De marathon van Hiroshima 1950 werd gelopen op zondag 10 december 1950. Het was de 4e editie van de marathon van Fukuoka. Deze wedstrijd over 42,195 km vond niet plaats in Fukuoka, maar in Hiroshima. Alleen mannelijke elitelopers uit Japan mochten deelnemen.
De Japanner Shunji Koyanagi kwam als eerste over de streep in 2:30.47. Hij versloeg hiermee zijn landgenoot Katsuo Nishida, die slechts drie seconden later over de finish kwam. Hiromi Haigo werd derde in 2:31.00.

## Uitslagen
| rang   | naam               | land | tijd    |
| ------ | ------------------ | ---- | ------- |
| Goud   | Shunji Koyanagi    | JPN  | 2:30.47 |
| Zilver | Katsuo Nishida     | JPN  | 2:30.50 |
| Brons  | Hiromi Haigo       | JPN  | 2:31.00 |
| 4      | Giichi Noda        | JPN  | 2:33.13 |
| 5      | Masao Onishi       | JPN  | 2:34.55 |
| 6      | Yoshitaki Uchikawa | JPN  | 2:35.57 |
| 7      | Hiroyaki Kuroki    | JPN  | 2:36.08 |
| 8      | Toshio Fuke        | JPN  | 2:38.08 |
| 9      | Ken Hashimoto      | JPN  | 2:39.12 |
| 10     | Shigeki Tanaka     | JPN  | 2:39.20 |

1947 ·
1948 ·
1949 ·
1950 ·
1951 ·
1952 ·
1953 ·
1954 ·
1955 ·
1956 ·
1957 ·
1958 ·
1959 ·
1960 ·
1961 ·
1962 ·
1963 ·
1964 ·
1965 ·
1966 ·
1967 ·
1968 ·
1969 ·
1970 ·
1971 ·
1972 ·
1973 ·
1974 ·
1975 ·
1976 ·
1977 ·
1978 ·
1979 ·
1980 ·
1981 ·
1982 ·
1983 ·
1984 ·
1985 ·
1986 ·
1987 ·
1988 ·
1989 ·
1990 ·
1991 ·
1992 ·
1993 ·
1994 ·
1995 ·
1996 ·
1997 ·
1998 ·
1999 ·
2000 ·
2001 ·
2002 ·
2003 ·
2004 ·
2005 ·
2006 ·
2007 ·
2008 ·
2009 ·
2010 ·
2011 ·
2012 ·
2013 ·
2014 ·
2015 ·
2016 ·
2017